# Helena Suková
Helena Suková (n. 23 februarie 1965, Praga, Cehoslovacia) este o fostă tenismenă cehă.

## Carieră
Sportiva a fost finalistă în patru turnee de Grand Slam, la Australian Open (1984, 1989) și la US Open (1986, 1993). Suková a câștigat nouă titluri de Grand Slam de dublu feminin, cinci turnee de Grand Slam de dublu mixt și două medalii olimpice, cu Jana Novotná. În 1985 a atins locul 4 la nivel mondial la simplu, și a deținut locul 1 la dublu în 1990.
În anul 2018 ea a fost inclusă în memorialul „International Tennis Hall of Fame”.